# Піддеревенка
Піддере́венка — село у Львівському районі Львівської області. Належить до Добросинсько-Магерівської сільської громади.

## Історія
Село Піддеревенка до 1940 року було присілком села Добросин. Стара назва Замоче.